# Jacques Buot
Pour les articles homonymes, voir Buot.
Jacques Buot, aussi écrit Jacques Buhot, est un mathématicien, astronome et physicien français, ingénieur ordinaire du roi, né à L'Aigle avant 1623, et mort à Paris en janvier 1678.

## Biographie
Il est né à L'Aigle, en Normandie, où il devait occuper la profession d'armurier d'après ce qu'il écrit dans l'Épître au lecteur de son livre Usage de la roue de proportion publié en 1647 par Melchior Mondière. Ce livre montre que Jacques Buot a été, avec Blaise Pascal et Edmund Gunter, un des premiers inventeurs de machines à calculer.

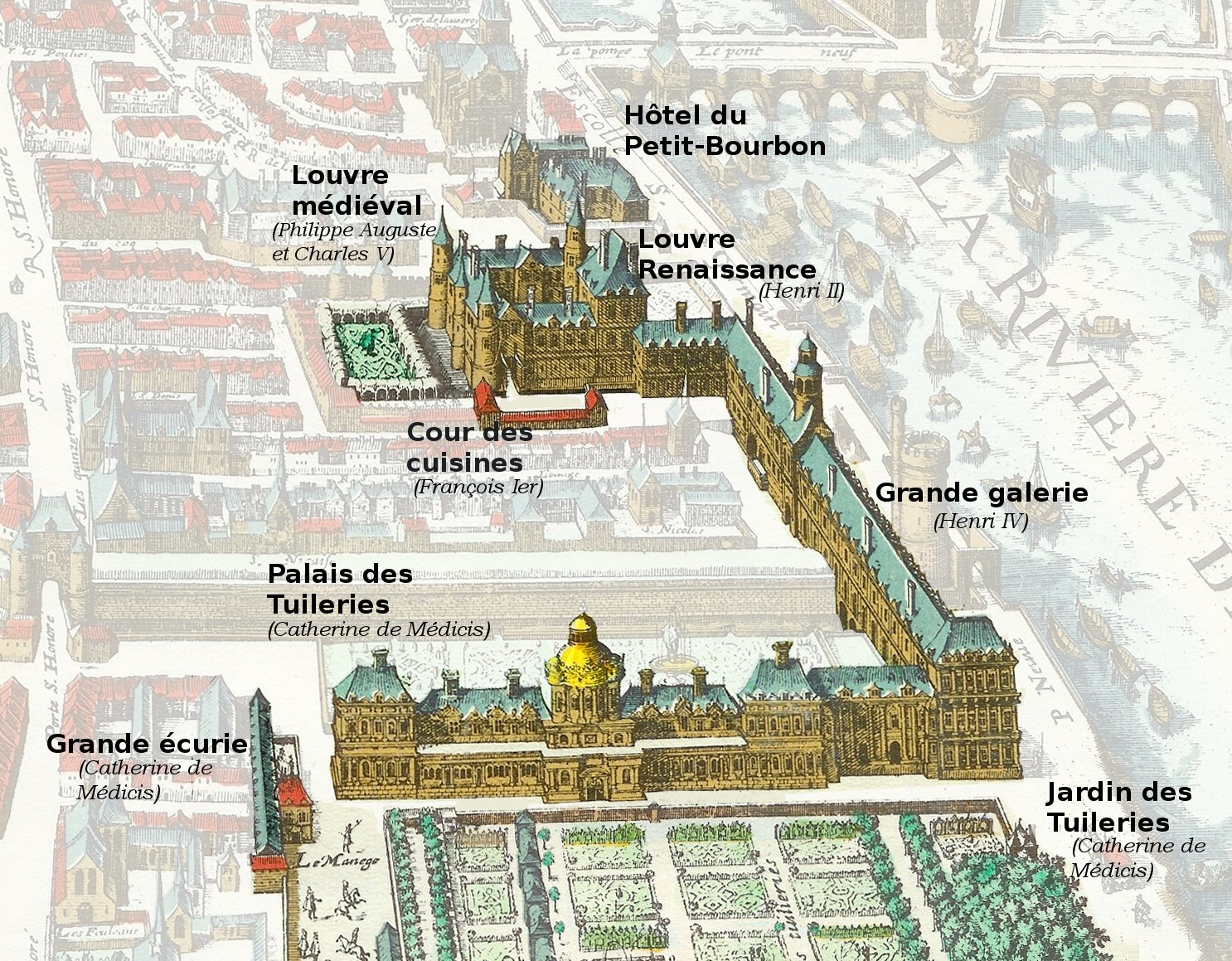
Les palais du Louvre et des Tuileries sur le plan de Mérian (1615)

Il s'est ensuite installé à Paris à la demande de Pierre Petit, ingénieur responsable des fortifications, et de Jean Ballesdens, secrétaire et ami du chancelier Pierre Séguier. À Paris en 1646, il loge temporairement chez son éditeur de son livre Melchior Mondière. Nommé ingénieur ordinaire du roi, il est logé à partir de 1648 dans la Grande galerie du Louvre. En 1649, il est signalé comme habitant à l'hôtel de Montmor.
Il observe l'éclipse du Soleil du 8 avril 1652 dans l'hôtel de Pierre Petit avec Jacques-Alexandre le Tenneur et Adrien Auzout. Le compte-rendu des observations est fait dans le Journal des Sçavans du 26 janvier 1665. Jacques Buot a exécuté une Carte du Ciel à  la demande du roi. La carte montre les constellations avec la comète de 1665. Il a observé la comète avec Adrien Auzout à partir du 25 décembre 1664
Il se marie avec Simone Rousseau le 11 novembre 1655. Il est désigné comme « cosmographe et ingénieur ordinaire du roi ».
Il a établi un cadran solaire dans le jardin de la bibliothèque du roi, trois grands cadrans solaires au château de Saint-Germain-en-Laye, aujourd'hui disparus, et a gradué la boule de marbre de Mission peinte par Jean Cotelle qui est au château de Versailles.
Il fait partie des premiers membres de l'Académie royale des sciences fondée en 1666 et choisi par Jean-Baptiste Colbert avec Pierre de Carcavi, Christiaan Huygens, Gilles Personne de Roberval, Bernard Frénicle de Bessy, Adrien Auzout et l'abbé Jean Picard. 
Avec Huygens, Carcavi, Roberval, Auzout et Frénicle, il observe l'éclipse du Soleil du 2 juillet 1666 depuis l'hôtel de Colbert. Le 21 juin 1667, jour du solstice d'été, il fait tracer le méridien de Paris à l'emplacement de l'observatoire de Paris pour déterminer son orientation et sa latitude. Le 16 juillet 1667, il observe la planète Saturne et calcule l'inclinaison de ses anneaux de 31° 38' 35", corrigeant la valeur calculée par Huygens en 1659. Il fait de nouvelles mesures et calculs avec Huygens, Picard et Jean Richer le 15 août 1667. En général, les mathématiciens de l'Académie, Buot et Roberval, observent à la Bibliothèque du roi, les astronomes titulaires, Adrien Auzout (mais il quitte la France en 1668), l'abbé Picard puis Jean Dominique Cassini, observent à l'Observatoire de Paris après son inauguration
Dans un contrat de location d'un corps de logis situé rue Montmartre, daté du 15 décembre 1667, il est désigné « cosmographe, ingénieur ordinaire du Roy maître aux mathématiques des pages de sa chambre et de la Grande écurie, l'un des géomètres & physiciens de son accademye royale des sciences demeurans rue de l'arbre secq paroisse st germain l'auxerrois ».
Il a inventé en 1667 un équerre azimutale approuvée par l'Académie royale des sciences (lire en ligne).
Le 5 janvier 1668, il rend compte à l'Académie des mesures très précises de la hauteur du pôle de Paris .
En 1669, l'Académie est agitée par la question de la pesanteur des corps et de l'attraction mutuelle des corps. Roberval, opposé aux idées de Descartes, s'est déterminé en faveur d'une force interne et innée dans les corps qui les force à s'assembler. Frénicle est peu éloigné des idées de Roberval et définit l'attraction comme vertu conservatrice. Ces idées sont critiquées par Buot, Perrault et Huygens. Huygens y a particulièrement insisté en faveur de la théorie des tourbillons.
Il réitère une expérience de Huygens sur le froid pendant l'hiver 1670.
Jean Dominique Cassini publie dans le Journal des Sçavans du 21 mars 1672, une observation de Jupiter et de la Grande Tache rouge. Cette tache n'était plus observée depuis le début de 1666, mais elle est de nouveau observée le 19 janvier 1672. L'Académie des sciences a demandé à Jacques Buot et Edme Mariotte d'assister Cassini à l'observatoire de Paris. Ils confirment la période de rotation de 9 h et 56 min.
En juin 1675, il dresse avec François Blondel et Jean Picard un catalogue descriptif des instruments en possession de l'Académie royale des sciences.

## Publications
- Usage de la roue de proportion. Sur laquelle on pratique promptement & facilement toutes les reigles de l'arithmetique & les analogies de la trigonometrie geometrique & astronomique. Oeuvre tres-necessaire aux marchands, banquiers, asseeurs des tailles, ingenieurs, astronomes, &c., chez Melchior Mondière, Paris, 1647.
- Équerre azimutale, dans Machines approuvée par l'Académie royale de France (avant 1699, no 17), tome 1, p. 67-69 et dessin (lire en ligne).